# Brasilitherium
Brasilitherium riograndensis
Genre
Espèce
Brasilitherium (littéralement « Bête du Brésil » en grec ancien) est un genre éteint de cynodontes probainognathiens ayant vécu durant le Trias moyen et supérieur dans ce qui est aujourd'hui, comme son nom l'indique, le Brésil.
Brasilitherium représente une transition entre les cynodontes avancés et les mammifères, ayant des caractéristiques similaires a ces derniers et ayant une évolution précoce de certains attributs telles que l'ouïe ainsi qu'une cavité nasale.
Une seule espèce est connue, Brasilitherium riograndensis. Elle mesurait environ 12 cm de longueur et pesait environ 20 g et se nourrissait probablement d'insectes. Les fossiles ont été trouvés dans la formation Candelária, située dans le bassin du Paraná dans le Sud-Est du Brésil.

## Systématique
Le genre Brasilitherium et l'espèce Brasilitherium riograndensis ont été décrits en 2003 par José Bonaparte, Agustín Guillermo Martinelli (d), Cesar Leandro Schultz (d) et Rogério Roque Rubert (d).

## Paléoenvironnement
La découverte faisait partie de la formation Caturrita, où la roche était composée de deux couches différentes, les couches inférieures étant du grès et les couches supérieures étant du mudstone. Ce taxon spécifique a été trouvé dans la couche de grès fin au milieu. Les fossiles ont été trouvés dans des affleurements et, en raison des différentes couches, il est suggéré qu'il y avait une rivière et que cette zone a connu à la fois des flux gravitationnels et des débits de pointe. L'écoulement gravitationnel serait un type d'écoulement dû à la gravité, tandis que les écoulements de pointe seraient dus à des événements spécifiques qui ont connu une grande quantité d'écoulement provoquant un événement.

## Découverte
Brasilitherium a été découvert à Rio Grande do Sul dans le Sud du Brésil, travail initié par le Museu de Ciencias Naturals de la Fundacao Zoobotanica de Porto Alegre. Brasilitherium fait partie de la famille homonyme des Brasilodontidae et a été trouvé dans des données fossiles du Trias moyen à supérieur. Les représentants de la famille des Brasilodontidae ont été trouvés en Argentine, en Inde ainsi qu'au Brésil, là où Brasilitherium a été découvert. Ce genre est considéré comme appartenant à l'une des lignées de transition entre les cynodontes et les premiers mammifères.

## Étymologie
Le nom générique, Brasilitherium, est la combinaison de Brasil (Brésil) et du grec ancien θηρίον, thēríon, « bête sauvage, animal », ce dernier terme étant traduit par les auteurs dans la publication en « mammifère ».
L'épithète spécifique, riograndensis, fait référence au Rio Grande do Sul où l'holotype a été découvert.

## Publication originale
- (en) José F. Bonaparte, Agustín G. Martinelli, Cesar L. Schultz et Rogério Rubert, « The sister group of mammals: Small cynodonts from the Late Triassic of southern Brazil », Revista Brasileira de Paleontologia, vol. 5,‎ janvier 2003, p. 5-27 (ISSN 1519-7530 et 2236-1715, lire en ligne).